# Desempenho de políticos sem partido em eleições de Portugal
Esta é uma lista do desempenho de políticos sem partido em eleições de Portugal.

## Resultados Eleitorais

### Eleições legislativas
| Data | Cl. | Votos  | %            | Deputados | +/-     | Senadores | +/- | Status   | Refs. |
| ---- | --- | ------ | ------------ | --------- | ------- | --------- | --- | -------- | ----- |
| 1911 | 2.º | N/D    | 9,0 / 100,00 | 3 / 234   |         | -         |     | Oposição | [ 1 ] |
| 1913 | 4.º | N/D    | 3,0 / 100,00 | 6 / 153   | 3       | 6 / 71    |     | Oposição | [ 2 ] |
| 1915 | 4.º | 17 698 |              | 13 / 163  | 7       | 3 / 69    | 3   | Oposição | [ 3 ] |
| 1918 | 3.º | N/D    | N/D          | 5 / 155   | 8       | 30 / 73   | 27  | Oposição | [ 4 ] |
| 1919 | 4.º | N/D    | N/D          | 13 / 163  | 8       | 13 / 74   | 17  | Oposição | [ 5 ] |
| 1921 | 4.º | N/D    | N/D          | 5 / 163   | 8       | 6 / 74    | 7   | Oposição | [ 6 ] |
| 1922 | 6.º | N/D    | N/D          | 5 / 163   | Estável | 5 / 74    | 1   | Oposição | [ 7 ] |
| 1925 | 3.º | N/D    | N/D          | 21 / 163  | 16      | 8 / 73    | 3   | Oposição | [ 8 ] |

### Eleições presidenciais
| Data               | Candidato apoiado                            | 1.ª volta                                    | 1.ª volta                                    | 1.ª volta                                    | 2.ª volta                                    | 2.ª volta                                    | 2.ª volta                                    | Notas                                                                             | Refs.                                        |
| Data               | Candidato apoiado                            | Cl.                                          | Votos                                        | %                                            | Cl.                                          | Votos                                        | %                                            | Notas                                                                             | Refs.                                        |
| Primeira República | Primeira República                           | Primeira República                           | Primeira República                           | Primeira República                           | Primeira República                           | Primeira República                           | Primeira República                           | Primeira República                                                                | Primeira República                           |
| ------------------ | -------------------------------------------- | -------------------------------------------- | -------------------------------------------- | -------------------------------------------- | -------------------------------------------- | -------------------------------------------- | -------------------------------------------- | --------------------------------------------------------------------------------- | -------------------------------------------- |
| 1911               | Duarte Leite                                 | 3.º                                          | 4                                            | 1,84 / 100,00                                |                                              |                                              |                                              |                                                                                   | [ 9 ]                                        |
| 1911               | Sebastião de Magalhães Lima                  | 4.º                                          | 1                                            | 0,46 / 100,00                                |                                              |                                              |                                              |                                                                                   |                                              |
| 1911               | Augusto Alves da Veiga                       | 5.º                                          | 1                                            | 0,46 / 100,00                                |                                              |                                              |                                              |                                                                                   |                                              |
| 5/1915             | Duarte Leite                                 | 2.º                                          | 1                                            | 0,98 / 100,00                                |                                              |                                              |                                              |                                                                                   | [ 10 ]                                       |
| 8/1915             | Joaquim Pedro Martins                        | 6.º                                          | 1                                            | 0,53 / 100,00                                |                                              |                                              |                                              |                                                                                   | [ 11 ]                                       |
| 8/1915             | José Ernesto de Sousa Caldas                 | 7.º                                          | 1                                            | 0,53 / 100,00                                |                                              |                                              |                                              |                                                                                   |                                              |
| 4/1918             | Não participou nenhum candidato independente | Não participou nenhum candidato independente | Não participou nenhum candidato independente | Não participou nenhum candidato independente | Não participou nenhum candidato independente | Não participou nenhum candidato independente | Não participou nenhum candidato independente | Não participou nenhum candidato independente                                      | Não participou nenhum candidato independente |
| 12/1918            | Tomás Garcia Rosado                          | 2.º                                          | 1                                            | 0,80 / 100,00                                |                                              |                                              |                                              |                                                                                   | [ 12 ]                                       |
| 1919               | Não participou nenhum candidato independente | Não participou nenhum candidato independente | Não participou nenhum candidato independente | Não participou nenhum candidato independente | Não participou nenhum candidato independente | Não participou nenhum candidato independente | Não participou nenhum candidato independente | Não participou nenhum candidato independente                                      | Não participou nenhum candidato independente |
| 1923               | Não participou nenhum candidato independente | Não participou nenhum candidato independente | Não participou nenhum candidato independente | Não participou nenhum candidato independente | Não participou nenhum candidato independente | Não participou nenhum candidato independente | Não participou nenhum candidato independente | Não participou nenhum candidato independente                                      | Não participou nenhum candidato independente |
| 1925               | Não participou nenhum candidato independente | Não participou nenhum candidato independente | Não participou nenhum candidato independente | Não participou nenhum candidato independente | Não participou nenhum candidato independente | Não participou nenhum candidato independente | Não participou nenhum candidato independente | Não participou nenhum candidato independente                                      | Não participou nenhum candidato independente |
| Segunda República  |                                              |                                              |                                              |                                              |                                              |                                              |                                              |                                                                                   |                                              |
| 1958               | Humberto Delgado                             | 2.º                                          | 236 057                                      | 23,58 / 100,00                               |                                              |                                              |                                              |                                                                                   | [ 13 ]                                       |
| Terceira República |                                              |                                              |                                              |                                              |                                              |                                              |                                              |                                                                                   |                                              |
| 1976               | Ramalho Eanes                                | 1.º                                          | 2 967 137                                    | 61,59 / 100,00                               |                                              |                                              |                                              | Independente, embora com o apoio do PS, PPD, CDS e PCTP.                          | [ 14 ]                                       |
| 1976               | Otelo Saraiva de Carvalho                    | 2.º                                          | 792 760                                      | 16,46 / 100,00                               |                                              |                                              |                                              | Independente, apoiado pelo UDP, MES, FSP e PRP.                                   |                                              |
| 1976               | José Pinheiro de Azevedo                     | 3.º                                          | 692 147                                      | 14,37 / 100,00                               |                                              |                                              |                                              |                                                                                   |                                              |
| 1980               | Ramalho Eanes                                | 1.º                                          | 3 262 520                                    | 56,44 / 100,00                               |                                              |                                              |                                              | Independente, embora apoiado pelo PS, PCP e PCTP/MRPP.                            | [ 15 ]                                       |
| 1980               | Carlos Galvão de Melo                        | 4.º                                          | 48 468                                       | 0,84 / 100,00                                |                                              |                                              |                                              |                                                                                   |                                              |
| 1980               | Pires Veloso                                 | 5.º                                          | 45 132                                       | 0,78 / 100,00                                |                                              |                                              |                                              |                                                                                   |                                              |
| 1986               | Maria de Lourdes Pintassilgo                 | 4.º                                          | 418 961                                      | 7,38 / 100,00                                |                                              |                                              |                                              |                                                                                   | [ 16 ]                                       |
| 1991               | Não participou nenhum candidato independente | Não participou nenhum candidato independente | Não participou nenhum candidato independente | Não participou nenhum candidato independente | Não participou nenhum candidato independente | Não participou nenhum candidato independente | Não participou nenhum candidato independente | Não participou nenhum candidato independente                                      | Não participou nenhum candidato independente |
| 1996               | Não participou nenhum candidato independente | Não participou nenhum candidato independente | Não participou nenhum candidato independente | Não participou nenhum candidato independente | Não participou nenhum candidato independente | Não participou nenhum candidato independente | Não participou nenhum candidato independente | Não participou nenhum candidato independente                                      | Não participou nenhum candidato independente |
| 2001               | Não participou nenhum candidato independente | Não participou nenhum candidato independente | Não participou nenhum candidato independente | Não participou nenhum candidato independente | Não participou nenhum candidato independente | Não participou nenhum candidato independente | Não participou nenhum candidato independente | Não participou nenhum candidato independente                                      | Não participou nenhum candidato independente |
| 2006               | Manuel Alegre                                | 2.º                                          | 1 138 297                                    | 20,74 / 100,00                               |                                              |                                              |                                              | Militante do PS, embora tenha concorrido como independente.                       | [ 17 ]                                       |
| 2011               | Fernando Nobre                               | 3.º                                          | 594 068                                      | 14,10 / 100,00                               |                                              |                                              |                                              |                                                                                   | [ 18 ]                                       |
| 2011               | Defensor Moura                               | 6.º                                          | 66 112                                       | 1,57 / 100,00                                |                                              |                                              |                                              | Militante do PS, embora tenha concorrido como independente.                       |                                              |
| 2016               | António Sampaio da Nóvoa                     | 2.º                                          | 1 060 800                                    | 22,88 / 100,00                               |                                              |                                              |                                              | Independente, embora apoiado pelo PCTP/MRPP e L/TDA.                              |                                              |
| 2016               | Maria de Belém Roseira                       | 4.º                                          | 196 765                                      | 4,24 / 100,00                                |                                              |                                              |                                              | Militante do PS, embora tenha concorrido como independente.                       |                                              |
| 2016               | Vitorino Silva                               | 6.º                                          | 152 374                                      | 3,28 / 100,00                                |                                              |                                              |                                              |                                                                                   |                                              |
| 2016               | Paulo de Morais                              | 7.º                                          | 100 191                                      | 2,16 / 100,00                                |                                              |                                              |                                              |                                                                                   |                                              |
| 2016               | Henrique Neto                                | 8.º                                          | 39 163                                       | 0,84 / 100,00                                |                                              |                                              |                                              | Militante do PS, embora tenha concorrido como independente.                       |                                              |
| 2016               | Jorge Sequeira                               | 9.º                                          | 13 954                                       | 0,30 / 100,00                                |                                              |                                              |                                              |                                                                                   |                                              |
| 2016               | Cândido Ferreira                             | 10.º                                         | 10 609                                       | 0,23 / 100,00                                |                                              |                                              |                                              |                                                                                   |                                              |
| 2021               | Ana Gomes                                    | 2.º                                          | 540 823                                      | 12,96 / 100,00                               |                                              |                                              |                                              | Militante do PS, embora tenha concorrido como independente, apoiada pelo PAN e L. |                                              |

### Eleições autárquicas

#### Câmaras e Vereadores Municipais
| Data | Cl. | Votos   | %             | +/-  | Presidentes | +/-     | Vereadores  | +/- |
| ---- | --- | ------- | ------------- | ---- | ----------- | ------- | ----------- | --- |
| 2001 | 8.º | 84 010  | 1,60 / 100,00 |      | 3 / 308     |         | 31 / 2 044  |     |
| 2005 | 7.º | 133 146 | 2,47 / 100,00 | 0,87 | 7 / 308     | 4       | 45 / 2 046  | 14  |
| 2009 | 5.º | 225 379 | 4,07 / 100,00 | 1,60 | 7 / 308     | Estável | 67 / 2 078  | 22  |
| 2013 | 5.º | 344 531 | 6,89 / 100,00 | 2,82 | 13 / 308    | 6       | 112 / 2 086 | 45  |
| 2017 | 5.º | 351 327 | 6,79 / 100,00 | 0,10 | 17 / 308    | 4       | 130 / 2 074 | 18  |
| 2021 | 5.º | 276 961 | 5,54 / 100,00 | 1,25 | 19 / 308    | 2       | 134 / 2 064 | 4   |

#### Assembleias Municipais
| Data | Cl. | Votos   | %             | +/-  | Deputados   | +/- |
| ---- | --- | ------- | ------------- | ---- | ----------- | --- |
| 2001 | 9.º | 60 919  | 1,16 / 100,00 |      | 93 / 6 876  |     |
| 2005 | 7.º | 115 999 | 2,15 / 100,00 | 0,99 | 121 / 6 695 | 28  |
| 2009 | 6.º | 204 491 | 3,70 / 100,00 | 1,55 | 224 / 6 946 | 103 |
| 2013 | 5.º | 325 724 | 6,52 / 100,00 | 2,82 | 352 / 6 487 | 128 |
| 2017 | 5.º | 333 559 | 6,45 / 100,00 | 0,07 | 396 / 6 461 | 44  |
| 2021 | 5.º | 267 300 | 5,34 / 100,00 | 1,11 | 412 / 6 448 | 16  |

#### Assembleias de Freguesia
| Data | Cl. | Votos   | %             | +/-  | Deputados      | +/-   | Refs.  |
| ---- | --- | ------- | ------------- | ---- | -------------- | ----- | ------ |
| 1976 | 5.º | 162 367 | 3,96 / 100,00 |      | 1 230 / 26 135 |       | [ 19 ] |
| 1979 | 6.º | 49 207  | 1,15 / 100,00 | 2,81 | 707 / 40 110   | 523   | [ 20 ] |
| 1982 | 6.º | 65 865  | 1,34 / 100,00 | 0,19 | 1 038 / 41 636 | 331   | [ 21 ] |
| 1985 | 6.º | 67 601  | 1,40 / 100,00 | 0,06 | 797 / 31 941   | 241   | [ 22 ] |
| 1989 | 7.º | 91 533  | 1,93 / 100,00 | 0,53 | 1 009 / 33 000 | 212   | [ 23 ] |
| 1993 | 6.º | 123 351 | 2,29 / 100,00 | 0,36 | 1 234 / 33 458 | 225   | [ 24 ] |
| 1997 | 7.º | 152 055 | 2,85 / 100,00 | 0,56 | 1 594 / 33 953 | 360   | [ 25 ] |
| 2001 | 5.º | 232 861 | 4,44 / 100,00 | 1,59 | 2 407 / 34 569 | 813   | [ 26 ] |
| 2005 | 5.º | 245 740 | 4,57 / 100,00 | 0,13 | 2 200 / 34 498 | 207   | [ 27 ] |
| 2009 | 5.º | 337 613 | 6,12 / 100,00 | 1,55 | 2 673 / 34 672 | 473   | [ 28 ] |
| 2013 | 5.º | 478 273 | 9,57 / 100,00 | 3,45 | 2 978 / 27 167 | 305   | [ 29 ] |
| 2017 | 4.º | 504 055 | 9,75 / 100,00 | 0,18 | 3 355 / 27 019 | 377   | [ 30 ] |
| 2021 | 5.º | 408 434 | 8,17 / 100,00 | 1,58 | 1 446 / 26 790 | 1 909 | [ 31 ] |